# 劳嫩
劳嫩是德国莱茵兰-普法尔茨州的一个市镇。总面积10.75平方公里，总人口2232人，其中男性1084人，女性1148人（2011年12月31日），人口密度208人/平方公里。